# Miss Martinica
Miss Martinica es un concurso de belleza francés que selecciona una representante de la región de ultramar de Martinica para el concurso nacional Miss Francia. La primera Miss Martinica fue coronada en 1977, mientras que el certamen se organiza periódicamente desde 1984.
La actual Miss Martinica es Angélique Angarni-Filopon, quien fue coronada Miss Martinica 2024 el 14 de septiembre de 2024. Tres meses más tarde, Angélique ganó el título de Miss Francia 2025, dándole a Martinica su primera corona en la historia del concurso.

## Resumen de resultados
- Miss Francia: Angélique Angarni-Filopon (2024)
- Primeras finalistas: Véronique Caloc (1997); Morgane Edvige (2015); Floriane Bascou (2021)
- Segunda finalista: Elsa Victoire (1987)
- Terceras finalistas: Camille René (2012); Axelle René (2022)
- Quintas finalistas: Brigitte Matrol (1985); Murielle-Justine Jobello (1994); Charlène Civault (2011)
- Sextas finalistas: Vanessa Aimée (2006); Anaïs Corosine (2010)
- Top 12/Top 15: Flora Renault (2003); Laure-Anaïs Abidal (2017)

## Galería

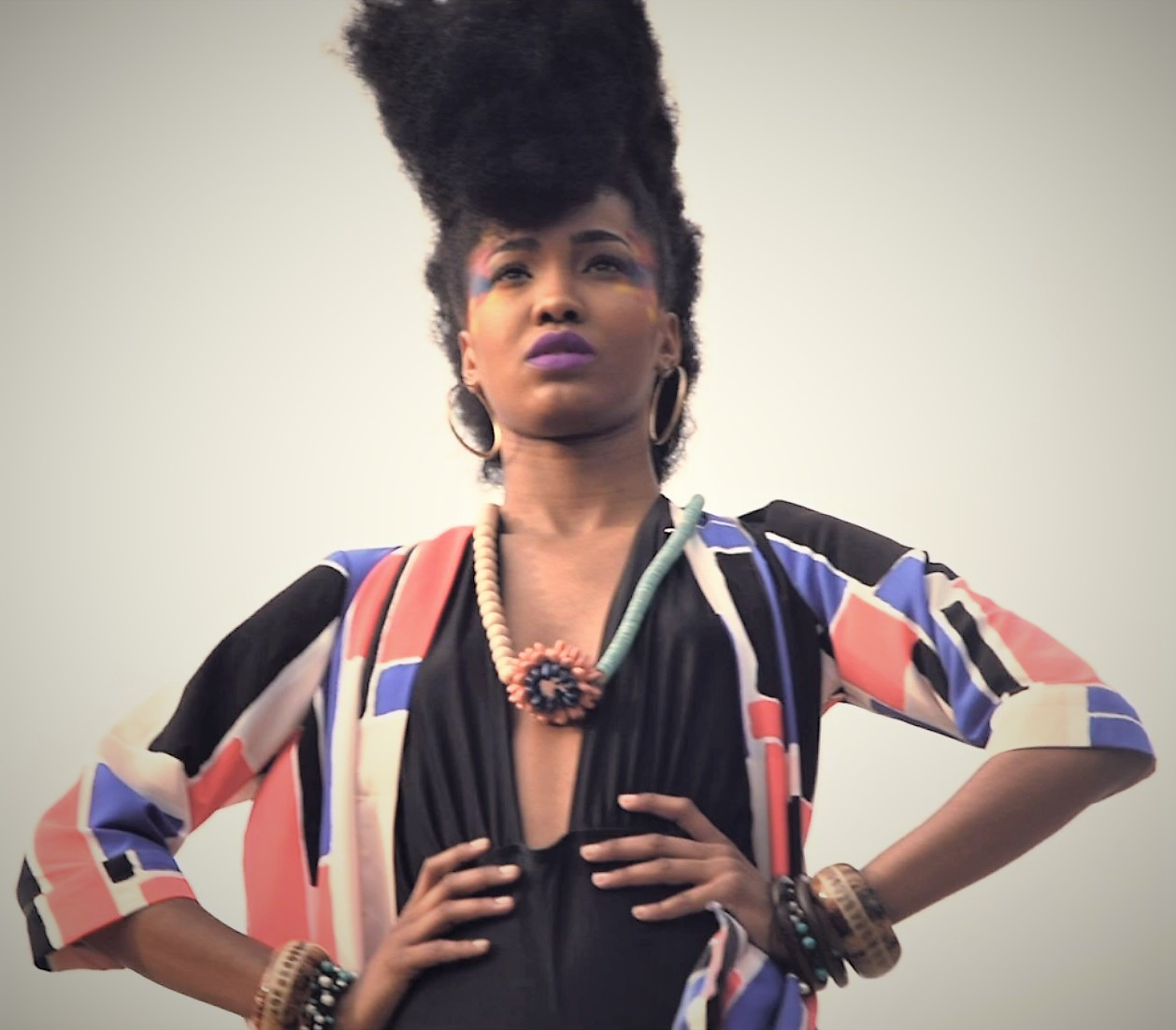
Miss Martinica 2015 Morgane Edvige

## Ganadoras
| Año  | Nombre                    | Edad | Altura          | Ciudad natal   | Posición en Miss Francia | Notas |
| ---- | ------------------------- | ---- | --------------- | -------------- | ------------------------ | --- |
| 2024 | Angélique Angarni-Filopon | 33   | 1,83 m (6′ 0″)  | Le Morne-Vert  | Miss Francia 2025        | |
| 2023 | Chléo Modestine           | 21   | 1,75 m (5′ 9″)  | Le Vauclin     |                          | |
| 2022 | Axelle René               | 21   | 1,77 m (5′ 10″) | Le Robert      | Tercera finalista        | Top 40 en Miss Mundo 2023 (representando a Martinica) |
| 2021 | Floriane Bascou           | 19   | 1,71 m (5′ 7″)  | Le Lamentin    | Primera finalista        | Compitió en Miss Universo 2022 (representando a Francia) |
| 2020 | Séphorah Azur             | 23   | 1,78 m (5′ 10″) | Schœlcher      |                          | |
| 2019 | Ambre Bozza               | 21   | 1,77 m (5′ 10″) | Sainte-Luce    |                          | |
| 2018 | Olivia Luscap             | 18   | 1,77 m (5′ 10″) | Le Robert      |                          | |
| 2017 | Jade Voltigeur            | 18   | 1,75 m (5′ 9″)  | Fort-de-France | No compitió              | Voltigeur fue descalificada de competir en Miss Francia después de que se consideró que tenía un tatuaje demasiado grande. Se le permitió conservar su título, pero fue reemplazada por Abidal, su primera finalista, como representante de Martinica en Miss Francia. |
| 2017 | Laure-Anaïs Abidal        | 21   | 1,75 m (5′ 9″)  | Fort-de-France | Top 12                   | Voltigeur fue descalificada de competir en Miss Francia después de que se consideró que tenía un tatuaje demasiado grande. Se le permitió conservar su título, pero fue reemplazada por Abidal, su primera finalista, como representante de Martinica en Miss Francia. |
| 2016 | Aurélie Joachim           | 18   | 1,79 m (5′ 10″) | Ducos          |                          | |
| 2015 | Morgane Edvige            | 19   | 1,78 m (5′ 10″) | Le François    | Primera finalista        | Top 20 en Miss Mundo 2016 (representando a Francia) |
| 2014 | Moëra Michalon            | 19   | 1,70 m (5′ 7″)  | Le Marigot     |                          | |
| 2013 | Nathalie Frédal           | 19   | 1,75 m (5′ 9″)  | Le Gros-Morne  |                          | |
| 2012 | Camille René              | 18   | 1,76 m (5′ 9″)  | Le Lamentin    | Tercera finalista        | |
| 2011 | Charlène Civault          | 23   | 1,83 m (6′ 0″)  | Fort-de-France | Top 12 (5.ª finalista)   | |
| 2010 | Anaïs Corosine            | 23   | 1,75 m (5′ 9″)  | Le Lamentin    | Top 12 (6.ª finalista)   | |
| 2009 | Cindy Chénière            | 20   | 1,73 m (5′ 8″)  | Le François    |                          | |
| 2008 | Laura Fidi                | 18   | 1,77 m (5′ 10″) | Fort-de-France |                          | |
| 2007 | Bianca Careto             | 19   | 1,70 m (5′ 7″)  | Schœlcher      |                          | |
| 2006 | Vanessa Aimée             | 20   | 1,75 m (5′ 9″)  | Fort-de-France | Top 12 (6.ª finalista)   | |
| 2005 | Christine Nemorin         | 22   | 1,75 m (5′ 9″)  | Fort-de-France |                          | |
| 2004 | Lydia Martial             | 19   | 1,77 m (5′ 10″) |                |                          | |
| 2003 | Flora Renault             |      |                 | Fort-de-France | Top 12                   | |
| 2002 | Séverine Cyrille          |      |                 |                |                          | |
| 2001 | Florence Jean-Louis       |      |                 |                |                          | |
| 2000 | Peggy Chény               |      |                 | Schœlcher      |                          | |
| 1999 | Axelle Negouai-Isaac      | 20   | 1,73 m (5′ 8″)  |                |                          | |
| 1998 | Louisiane Pellan          | 21   | 1,77 m (5′ 10″) |                |                          | |
| 1997 | Véronique Caloc           | 22   | 1,85 m (6′ 1″)  | Fort-de-France | Primera finalista        | Primera finalista en Miss Mundo 1998 (representando a Francia) |
| 1995 | Valérie-Betty Villeronce  |      |                 |                |                          | |
| 1994 | Murielle-Justine Jobello  |      |                 |                | Top 12 (5.ª finalista)   | |
| 1993 | Valérie Pierrode          |      |                 |                | No compitió              | |
| 1992 | Christelle Marie-Luce     | 22   |                 |                |                          | |
| 1991 | Sandrine Jox              |      |                 | Fort-de-France |                          | |
| 1990 | Pascale Louiset           |      |                 |                |                          | |
| 1988 | Martine Timard            |      |                 |                |                          | |
| 1987 | Elsa Victoire             |      |                 |                | Segunda finalista        | |
| 1986 | Guylaine Fonsat           |      |                 |                |                          | |
| 1985 | Brigitte Matrol           |      |                 |                | Quinta finalista         | |
| 1984 | Marie-Line Babot          |      |                 |                |                          | |
| 1979 | Jocelyne Pigeonneau       |      |                 |                |                          | |
| 1977 | Murielle Péloponèse       |      |                 |                |                          | |